# عبد الله عبد الغني خياط
عبد الله عبد الغني محمد خياط (ولد في 23 نوفمبر 1908، مكة - توفي في 8 يناير 1995، مكة)، إمام الحرم المكي، وكان عضوا في هيئة كبار العلماء السعودية.

## حياته
هو الشيخ أبو عبد الرحمن عبد الله بن عبد الغني بن محمد الخياط من قبيلة بلي ولد في مكة المكرمة في التاسع والعشرين من شهر شوال عام 1326هـ ونشأ في بيت متوسط الحال وكان أبوه مثقفاً ثقافة دينية وله إلمام بالفقه الحنفي والتفسير والحديث.

### تعليمه
تلقى تعليمه الابتدائي في مدرسة الخياط بمكة المكرمة ودرس المنهج الثانوي بالمدرسة الراقية على عهد الحكومة الهاشمية. درس على علماء المسجد الحرام وحفظ القرآن الكريم في المدرسة الفخرية. التحق بالمعهد العلمي السعودي بمكة وتخرج فيه عام 1350 هـ.

### وفاته
توفي الإمام عبد الله عبد الغني خياط في صباح يوم الأحد 7 شعبان 1415هـ الموافق 8 يناير 1995 في مكة المكرمة

## أهم أعماله
- صدر الأمر الملكي بتعيينه إماماً للمسجد الحرام في مكة المكرمة عام 1346 هـ وكان يساعد الشيخ عبد الظاهر أبوالسمح في صلاة التراويح وينفرد بصلاة القيام آخر الليل.
- عين عضواً في هيئة الأمر بالمعروف والنهي عن المنكر بموجب الأمر الملكي الصادر في 18/1/1347هـ.
- عين مدرساً بالمدرسة الفيصلية بمكة بموجب خطاب مدير المعارف في 12/2/1352هـ.
- اختاره عبد العزيز آل سعود ليكون معلماً لأنجاله وعينه مديراً ل مدرسة الأمراء بالرياض عام 1356 هـ واستمر في هذا العمل حتى وفاة الملك عبد العزيز آل سعود عام 1373 هـ.
- انتقل إلى الحجاز وعين مستشاراً للتعليم في مكة بموجب الأمر الملكي رقم 20/3/1001 في 7/4/1373هـ.
- في عام 1375 هـ أسندت إليه إدارة كلية الشريعة بمكة بالإضافة إلى عمله كمستشار واستمر في هذا العمل حتى عام 1377 هـ.
- في عام 1376 هـ كلف بالإشراف على إدارة التعليم بمكة بالإضافة إلى عمله كمستشار.
- عين إماماً وخطيباً للمسجد الحرام بموجب الأمر السامي عام 1373 هـ واستمر في هذا العمل حتى عام 1404 هـ حيث طلب من جلالة الملك إعفائه لظروفه الصحية.
- صدر الأمر الملكي بتعيينه رئيساً للجامعة الإسلامية بالمدينة المنورة بناء على ترشيح من سماحة المفتي الأكبر الشيخ محمد بن إبراهيم آل الشيخ وذلك عام 1380 هـ ولكنه اعتذر عن ذلك وطلب الإعفاء لظروف خاصة.
- تم اختياره عضواً في مجلس إدارة كليتي الشريعة والتربية بمكة بموجب خطاب وزير المعارف رقم 1/3/5/4095 في 27/11/1383هـ.
- عمل رئيساً لمجلس إدارة دار الحديث المكية وعضواً في اللجنة الثقافية برابطة العالم الإسلامي.
- تم اختياره عضواً في اللجنة المنبثقة من مجلس التعليم الأعلى لوضع سياسة عليا للتعليم في المملكة بموجب خطاب سمو رئيس مجلس الوزراء رقم 1343 في 27/5/1384هـ.
- تم اختياره مندوباً عن وزارة المعارف في اجتماعات رابطة العالم الإسلامي بمكة بموجب خطاب وزير المعارف رقم 1/2/3/1510 في 13/10/1384هـ.
- صدر الأمر الملكي باختياره عضواً في هيئة كبار العلماء منذ تأسيسها في 8/7/1391هـ.
- تم ترشيحه عضواً في مجمع الفقه الإسلامي التابع لرابطة العالم الإسلامي في 28//1393هـ.
- صدر الأمر الملكي في 18/6/1391هـ باستثنائه من النظام وعدم إحالته للتقاعد مدى الحياة.

## مؤلفاته
- التفسير الميسّر (ثلاثة أجزاء).
- الخطب في المسجد الحرام (ستة أجزاء).
- دليل المسلم في الاعتقاد، على ضوء الكتاب والسنة.
- اعتقاد السلف.
- ما يجب أن يعرفه المسلم عن دينه.
- حِكم وأحكام من السيرة النبوية.
- تأملات في دروب الحق والباطل.
- صحائف مطوية.
- لمحات من الماضي.
- الفضائل الثلاث.
- الرواد الثلاث.
- على درب الخير.
- الربا في ضوء الكتاب والسنة.
- الحدود في الإسلام على ضوء الكتاب والسنة.
- تحفة المسافر ( أحكام الصلاة والصيام والإحرام في الطائرة).
- البراءة من المشركين.
- قصة الإيمان.
- شخصيات إسلامية.
- المصدر الثاني للتشريع الإسلامي.
- عندما ينعكس الوضع.
- قال لي محدثي.
- التربية الاجتماعية في الإسلام.
- الخليفة الموهوب.
- مبادئ السيرة النبوية.
- دروس من التربية الإسلامية.
- حركة الإصلاح الديني في القرن الثاني عشر.

هذا بالإضافة إلى مشاركات علمية ودعوية متعددة في مختلف وسائل الإعلام.

## كُتب عنه
- «الشيخ عبد الله عبد الغني خياط الخطيب في المسجد الحرام»، من تأليف: محمد علي حسن الجفري (مؤسسة عكاظ للصحافة والنشر سلسلة الأعلام - 1411 هجرية).

## وصلات خارجية
- المصحف المرتل بجودة عالية للشيخ عبد الله خياط من موقع نداء الإسلام
- تلاوات الشيخ عبد الله خياط
- مصحف الشيخ من أذاعة طريق الأسلام